# Accords de la Jamaïque
Les accords de la Jamaïque font suite à la réunion de Kingston en Jamaïque les 7 et 8 janvier 1976, du Comité intérimaire du Fonds monétaire international (FMI) qui met un terme définitif au système monétaire de parités fixes mais ajustables. Ils confirment officiellement l'abandon du rôle légal international de l'or.

## Contexte
Les accords de Bretton Woods (1944) ont défini les grandes lignes du système financier international depuis la fin de la Seconde Guerre mondiale. Néanmoins, aucun contrôle n'a été instauré dans le cadre de ces accords sur la quantité de dollars américains émis. Les États-Unis ont la possibilité de ne pas respecter leurs engagements envers les comptes extérieurs. Dans les années 1960, les pays qui exportent le plus vers les États-Unis accumulent d'immenses réserves en dollars qui donnent lieu à autant d'émissions dans leur propre monnaie, alimentant une inflation de plus en plus inquiétante.
La République fédérale d'Allemagne, pays exportateur très sensible en matière d'inflation, provoque la fin du système en place, en présentant ses demandes de remboursements des dollars excédentaires en or. Les États-Unis, ne voulant pas voir disparaître leur encaisse-or, suspendent la convertibilité du dollar en or le 15 août 1971. Le système des taux de change fixes s'écroule définitivement en mars 1973 avec l'adoption du régime de changes flottants, c'est-à-dire qu'ils s'établissent en fonction des forces du marché.
Confrontés à cette situation, les pays européens traversent plusieurs années de chaos monétaire, caractérisées par la création de l’éphémère serpent monétaire (1972-1978) qui vise à limiter les fluctuations de taux de change entre les pays membres de la Communauté économique européenne. Après l'échec du Serpent monétaire européen, les responsables européens cherchent une nouvelle approche pour assurer la stabilité de leurs monnaies. Au même moment, le 8 janvier 1976, les ministres des Finances qui forment le Comité intérimaire du Fonds monétaire international (FMI) présidé par le ministre belge Willy De Clercq, adoptent à Kingston une réforme du système monétaire international. Les « accords de la Jamaïque » légalisent en effet le système des taux de change flottants et mettent fin au régime des parités fixes mais ajustables. Il ne s'agit en fait que d'une régularisation, les monnaies flottantes existant depuis le 19 mars 1973.

## Points essentiels
Les accords de la Jamaïque s'appuient sur trois dispositions essentielles :
- l'abandon du système des taux de change fixes et la légalisation du nouveau système de taux de change.
- le rôle de surveillance attribué au FMI.
- l'élimination du rôle de l'or au sein du système monétaire international et la place prépondérante accordée aux droits de tirage spéciaux (DTS).

## Analyse et conséquences
Si les accords prennent acte du fait que des pays ont renoncé depuis la seconde dévaluation du dollar en 1973 à avoir des parités fixes, certains objectifs sont réaffirmés : 

« En reconnaissant que l'objectif essentiel du système monétaire international est de fournir un cadre qui facilite l'échange de biens, de services, et de capital parmi les pays, et qui soutient une croissance économique saine, et qu'un objectif principal consiste dans la poursuite du développement des conditions de l'ordre qui est à la base de la stabilité économique et financière, chaque membre s'engage à collaborer avec le fonds et les autres membres pour assurer des mécanismes ordonnés de change et pour promouvoir un système de taux de change stables. »

Ce rappel des objectifs de base des accords initiaux pris à Bretton Woods est un « hommage du vice à la vertu », exigé par les Européens et accepté par les Américains parce qu'il n'est en rien contraignant.
En fait, la surveillance du FMI ne s'exercera jamais sur les États-Unis, dont la monnaie connaîtra des fluctuations très fortes (du simple au double) et dont les déficits de balance de paiement provoqueront une immense émission de crédits à l'origine de nombreuses crises. 
Jacques de Larosière, qui représentait la France à la table des négociations, revient dans son ouvrage 50 ans de crises financières (2016) sur ces conséquences :

« On a sous estimé à l’époque la portée de l'effondrement du système de Bretton Woods. On a vu à l'usage combien le flottement des monnaies a encouragé le laxisme budgétaire et monétaire dont les effets cumulés nous écrasent aujourd’hui. Comment imaginer qu’un tel régime de liberté incontrôlée puisse être compatible avec une coopération économique mondiale et avec la stabilité du système financier. Bien que trop rarement dénoncé, cet enchaînement de conséquences de la décision d'août 1971 est à mon sens à l'origine de nombre des déséquilibres structurels d'aujourd’hui. »

La dette totale des États-Unis, qui représentait environ 180 % du PIB en 1976, atteindra 356,7 % du PIB en juin 2008 (6 788,1 milliards de dollars). Les déséquilibres des balances commerciales, des soldes budgétaires et de l'épargne privée sont à la source de la crise financière mondiale débutée en septembre 2008. 
Les accords de la Jamaïque auront permis au FMI de perdurer administrativement alors qu'il a perdu le rôle réel et central que lui attribuaient les accords de Bretton Woods. La crise d'identité du FMI ne cessera cependant de s'aggraver.[Quoi ?] À partir de 1976, l'institution se tourne vers le soutien aux pays émergents connaissant un surendettement. Le FMI propose à ces pays d'appliquer des réformes économiques structurelles en échange de prêts. Cette politique rencontre une forte contestation.
Le conflit entre Européens et Américains, qui s'était cristallisé à Kingston, émergera encore. En effet, ils se retrouveront identiquement dans les discussions suivant la crise de 2008 visant à donner au FMI un rôle de contrôle beaucoup plus important à la suite de l'effondrement financier.